# Germanocolusit
Germanocolusit ist ein sehr selten vorkommendes Mineral aus der Mineralklasse der „Sulfide und Sulfosalze“ mit der chemischen Zusammensetzung Cu13VGe3S16 und damit chemisch gesehen ein Kupfer-Vanadium-Germanium-Sulfid.
Germanocolusit kristallisiert im kubischen Kristallsystem, konnte bisher jedoch nur in Form einzelner Körner und Aggregate bis etwa 100 μm Größe entdeckt werden. Das Mineral ist in jeder Form undurchsichtig (opak) und zeigt auf den gelblichgrauen, grünlichgelben, olivgelben oder bronzefarbenen Kornoberflächen einen metallischen Glanz. Seine Strichfarbe ist dagegen schwarz.

## Etymologie und Geschichte
Entdeckt wurde Germanocolusit zuerst in einer Kupferlagerstätte nahe dem Ort Urup in der autonomen Republik Karatschai-Tscherkessien in der Russischen Föderation und in der Goldlagerstätte Maikain nahe Bajanauyl (englisch Bayanaul) im Gebiet Pawlodar (englisch Pavlodar) in Kasachstan. Als weitere Fundorte werden noch Tsumeb in Namibia und Chelopech in Bulgarien erwähnt. Die Analyse und Erstbeschreibung erfolgte durch E. M. Spiridonow, W. M. Katschalowskaja, W. W. Kowatschew und L. Ja. Krapiwa (russisch Э. М. Спиридонов, В. М. Качаловская, В. В. Ковачев, Л. Я. Крапива, wiss. Transliteration Ė. M. Spiridonov, V. M. Kačalovskaja, V. V. Kovačev, L. Ja. Krapiva), die das Mineral nach dem enthaltenen Germanium und seiner chemischen Verwandtschaft zum Mineral Colusit benannten.
Das Mineralogenteam um Spiridonow reichte seine Untersuchungsergebnisse und den gewählten Namen 1991 zur Prüfung bei der International Mineralogical Association ein (interne Eingangs-Nr. der IMA: 1991-044), die den Germanocolusit als eigenständige Mineralart anerkannte. Die Publikation der Erstbeschreibung folgte ein Jahr später im russischen Fachmagazin Vestnik Moskovskogo Universiteta, Geologiya und wurde 1994 mit der Publikation der New Mineral Names im englischsprachigen Fachmagazin American Mineralogist nochmals bestätigt.
Das Typmaterial des Minerals wird in der Mineralogischen Sammlung der Staatlichen Bergbau-Universität Sankt Petersburg (ehemals Staatliches Bergbauinstitut) in Sankt Petersburg unter der Katalog-Nr. 2050/1–2 und im Mineralogischen Museum, benannt nach A. J. Fersman der Russischen Akademie der Wissenschaften in Moskau aufbewahrt. Im Fersman-Museum, das als Aufbewahrungsort auch im IMA-Typmineralkatalog bestätigt wird, soll sich das Typmaterial aus der Typlokalität Urup befinden.

## Klassifikation
Da der Germanocolusit erst 1991 als eigenständiges Mineral anerkannt wurde, ist er in der seit 1977 veralteten 8. Auflage der Mineralsystematik nach Strunz noch nicht verzeichnet. Einzig im Lapis-Mineralienverzeichnis nach Stefan Weiß, das sich aus Rücksicht auf private Sammler und institutionelle Sammlungen noch nach dieser alten Form der Systematik von Karl Hugo Strunz richtet, erhielt das Mineral die System- und Mineral-Nr. II/C.10-47. In der „Lapis-Systematik“ entspricht dies der Klasse der „Sulfide und Sulfosalze“ und dort der Abteilung „Sulfide mit [dem Stoffmengenverhältnis] Metall : S,Se,Te ≈ 1 : 1“, wo Germanocolusit zusammen mit Colusit, Germanit, Maikainit, Morozeviczit, Nekrasovit, Ovamboit, Polkovicit, Renierit, Stibiocolusit, Sulvanit und Vinciennit eine eigenständige, aber unbenannte Gruppe bildet (Stand 2018).
Die seit 2001 gültige und von der IMA zuletzt 2009 aktualisierte 9. Auflage der Strunz’schen Mineralsystematik ordnet den Germanocolusit in die neu definierte Abteilung der „Metallsulfide, M : S = 1 : 1 (und ähnliche)“ ein. Diese ist zudem weiter unterteilt nach den in der Verbindung vorherrschenden Metallen, so dass das Mineral entsprechend seiner Zusammensetzung in der Unterabteilung „mit Zink (Zn), Eisen (Fe), Kupfer (Cu), Silber (Ag) usw.“ zu finden ist, wo es nur noch zusammen mit Colusit, Germanit, Maikainit, Nekrasovit, Ovamboit und Stibiocolusit die „Germanitgruppe“ mit der System-Nr. 2.CB.30 bildet.
Auch die vorwiegend im englischen Sprachraum gebräuchliche Systematik der Minerale nach Dana ordnet den Germanocolusit in die Klasse der „Sulfide und Sulfosalze“, dort allerdings in die Abteilung der „Sulfosalze“ ein. Hier ist er zusammen mit Colusit, Nekrasovit und Stibiocolusit in der „Colusitgruppe (Isometrisch: P43n) mit Cu und V“ mit der System-Nr. 03.01.01 innerhalb der Unterabteilung „Sulfosalze mit dem Verhältnis z/y > 4 und der Zusammensetzung (A+)i (A2+)j [ByCz], A = Metalle, B = Halbmetalle, C = Nichtmetalle“ zu finden.

## Kristallstruktur
Germanocolusit kristallisiert in der kubischen Raumgruppe P43n (Raumgruppen-Nr. 218) mit dem Gitterparameter a = 10,57 Å sowie zwei Formeleinheiten pro Elementarzelle.

## Bildung und Fundorte
Germanocolusit bildet sich unter hydrothermalen Bedingungen in germaniumreichen, polymetallischen Lagerstätten. Als Begleitminerale können unter anderem Bornit, Chalkopyrit, Chalkosin, Enargit, Galenit, Gallit, Germanit, Mawsonit, Pyrit, Renierit und Tennantit auftreten.
Von dem sehr selten vorkommenden Mineral sind bisher nur sechs Fundorte (Stand Januar 2021) dokumentiert. Neben seinen Typlokalitäten Urup in der Republik Karatschai-Tscherkessien und Maikain in Kasachstan fand man Germanocolusit noch in der ebenfalls erwähnten Tsumeb Mine in Namibia, in einem Bergwerk bei Kipushi mit Cu-Zn-Pb-Vererzungen in der Demokratischen Republik Kongo, in der Cu-Ni-Lagerstätte Baikal im Yoko-Dovyrensky-Massiv in der Region Transbaikalien im Fernen Osten Russlands und in der Merelani-Tansanit-Mine in den gleichnamigen Bergen der Lelatema Mountains im Distrikt Simanjiro (Manyara) in Tansania. Der in der Erstbeschreibung erwähnte Fundort Chelopech in Bulgarien wird allerdings in den Fundort-Datenbanken nicht bestätigt.